# Krašský ovčák
Krašský ovčák, zvaný také krašský pastevecký pes (slovinsky: Kraški ovčar), je slovinské psí plemeno uznané Mezinárodní kynologickou federací (FCI).

## Historie

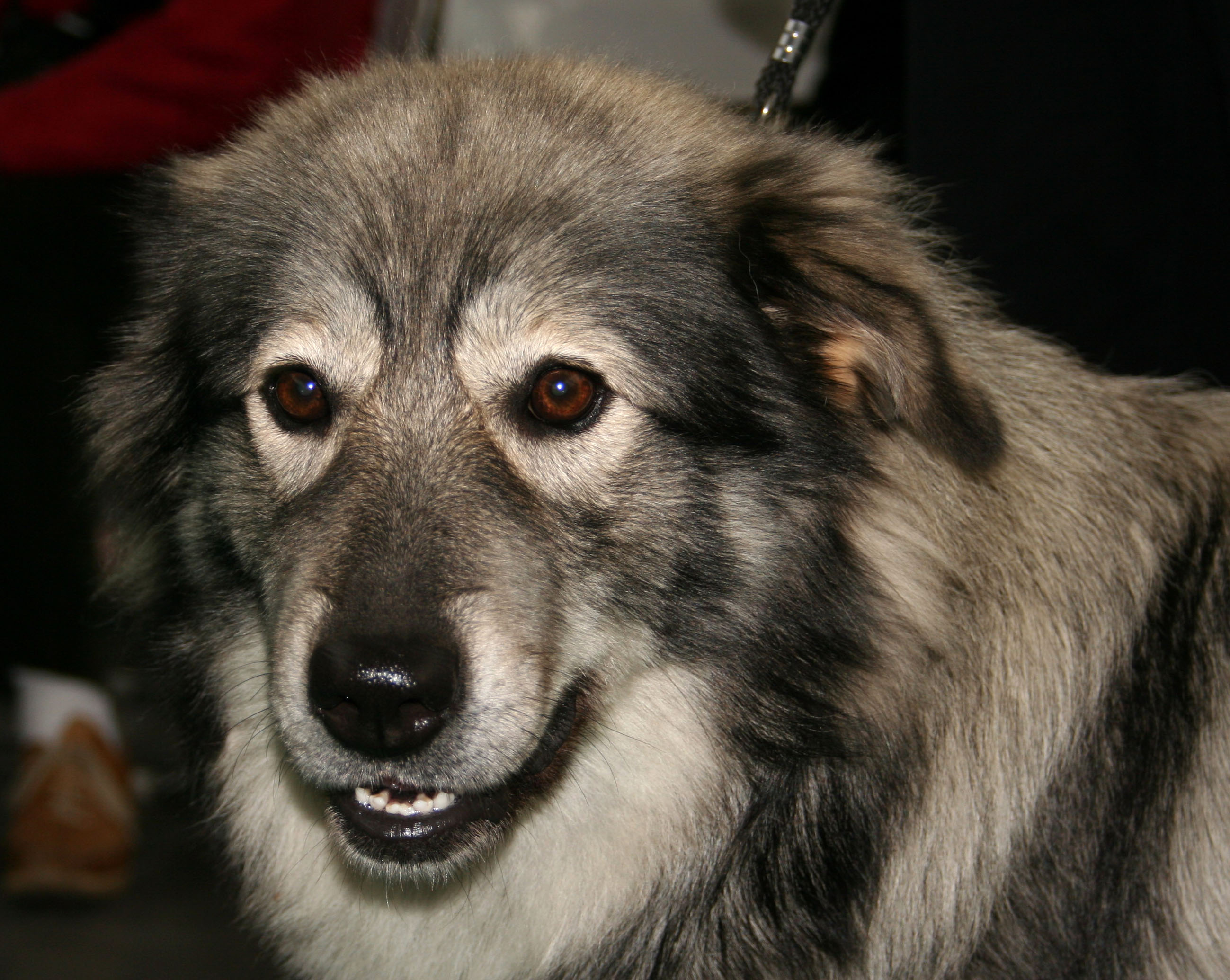

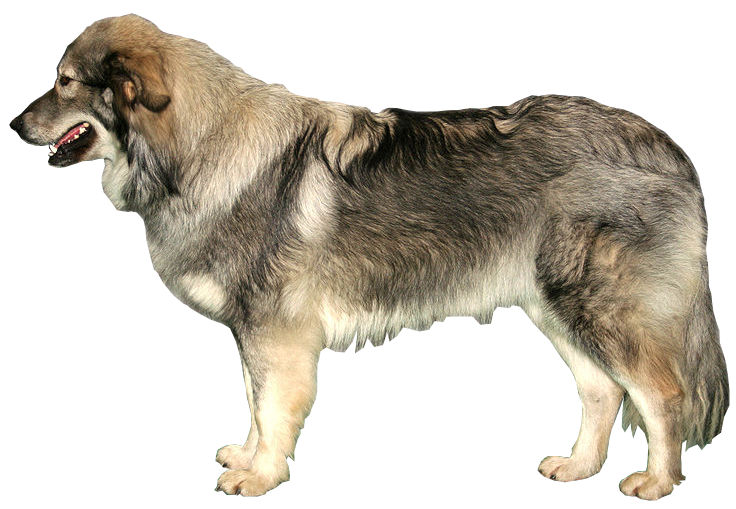

Krašský ovčák je blízce příbuzný s šarplaninským pasteveckým psem a mají společnou historii . Pravděpodobně následovali Ilyry při jejich migraci a usazování na území dnešního Slovinska . První zmínky o těchto psech jsou ze 17. století, kdy jsou popisováni jako mohutní, dlouhosrstí psi hlídající stáda ovcí, tento popis pochází z okolí řeky Lublaňky . Právě hlídání stád ovcí bylo jeho hlavním zaměřením. Je možné, že jejich předkem byla tibetská doga, dovezená z Tibetu do Evropy , říká se, že v jeho těle možná koluje i krev vlků . Poprvé je popsal v roce 1689 Janez Vajkart v kronice Slava vojvodine Kranjske.
Nejhorším obdobím pro plemeno byla druhá světová válka, po které bylo na světě jen pár jedinců, v řádu desítek . Roku 1939 bylo plemeno oficiálně uznáno FCI, tehdy ale pod názvem ilyrský ovčák, pod tento název byl ale přijat i dnešní šarplaninský pastevecký pes. Osamostatnit se toto plemeno podařilo až roku 1968 . Do konce 70. let 20. století však v Jugoslávii platil zákaz vyvážení těchto psů . V roce 1990, kdy se rozpadla Jugoslávie, se plemeno stalo národním plemenem Slovinska.

### Chov dnes
V současné době je plemeno považováno za ohrožené a proto se chovatelé mnohdy neohlížejí na příbuzenství dvou psů a kříží je mezi sebou . Oficiální zkratka používaná v Česku je KRO. Sem se poprvé dostal až v roce 2000 . Nejvíce se vyskytuje ve Slovinsku, kde se využívá ke svému původnímu využití, k hlídání ovcí. Ve zbytku Evropy je to hlavně společenský pes.

### Krašský a šarplaninský pastevecký pes
Krašský a šarplaninský pastevecký pes se od sebe liší hlavně kohoutkovou výškou, krašský pastevecký pes je totiž menší., ale zároveň i těžší. Krašský pastevecký pes má také kratší srst v obličeji a jeho maska dosahuje až ke krku.

## Povaha
Povahově je krašský ovčák dominantní, s ostrou povahou a vlohami pro hlídání objektů či zvířat. Není příliš aktivní, jeho denní náplní vždy bylo spíše nečinné pozorování jeho teritoria. Vyžaduje jasně ohraničené území, když má možnost utéct, využije jí . Umí jednat samostatně a svéhlavě, těžce se cvičí. Nevychází dobře s jinými psy, hlavně kvůli své dominanci. Naopak ostatní domácí zvířata ignoruje a nemá moc vyvinutý lovecký pud, proto od něj nelze čekat, že bude honit nebo stopovat zvěř. K dětem je přívětivý, leckteré hry si od nich nechá líbit, je ale nutné dát si pozor v případě, že si "jeho" dítě hraje s někým jiným, některá gesta by totiž tito psi mohli pochopit jako útok. Je to dobrý hlídač, který na každého narušitele upozorní štěkotem a v případě ohrožení razantně zasáhne. Vůči majiteli je loajální, ale není mu přehnaně oddaný nebo závislý na něm.

## Chov a nároky
Na rozdíl od jiných obřích plemen, krašský pastevecký pes má poměrně početné vrhy .
Jeho strava musí být vyvážená, speciálně pro velké psy. Je vhodné podávat výživové doplňky, hlavně pak ty s vápníkem pro vývoj a růst kostí.
Nehodí se do bytu ani do domu ve městě, nejvhodnější je na vesnici, kde bude mít klid. Pro přežití nutně nepotřebuje ani boudu, je schopný přežít bez úhony i nepřízeň počasí, jako je silný déšť nebo sníh. Jeho srst ho chrání i před mrazem.
Poměrně těžko se cvičí, proto vyžaduje spíše zkušeného kynologa, který má zkušenosti s dominantnějšími psy, kteří nejsou vůči majiteli příliš oddaní. Nerad se podřizuje, proto je dobré založit výcvik na hravé formě, než na drilu .
Co se pohybu týče, pak není náročný. Nehodí se pro aktivní psí sporty, jedná se hlavně o agility. Je to z toho důvodu, že stejně jak jiná obří plemena, i toto trpí artritidou nebo dysplazií kyčelního kloubu, které se vyskytují u velkých a těžkých psů, když jsou nohy přehnaně zaměstnávané (při agility se jedná o skoky).
Jeho srst je nenáročná na úpravu. Skládá se ze dvou vrstev, které ji chrání před okolními vlivy, hlavně pak před počasím. Extrémně líná, proto se nehodí pro alergiky. V období línání, což je 2x ročně, je nutné jej vyčesávat každý den, mimo něj stačí občas srst jen pročesat. Pro větší kvalitu srsti se doporučuje podávat lososový či olivový olej.